# 마쓰시타 다이스케
마쓰시타 다이스케(일본어: 松下 太輔 1981년 10월 31일 ~ )는 일본의 전 축구 선수이다.

## 구단 경력
과거 주빌로 이와타, 방포레 고후에서 활동하였다.